# بک آفیس

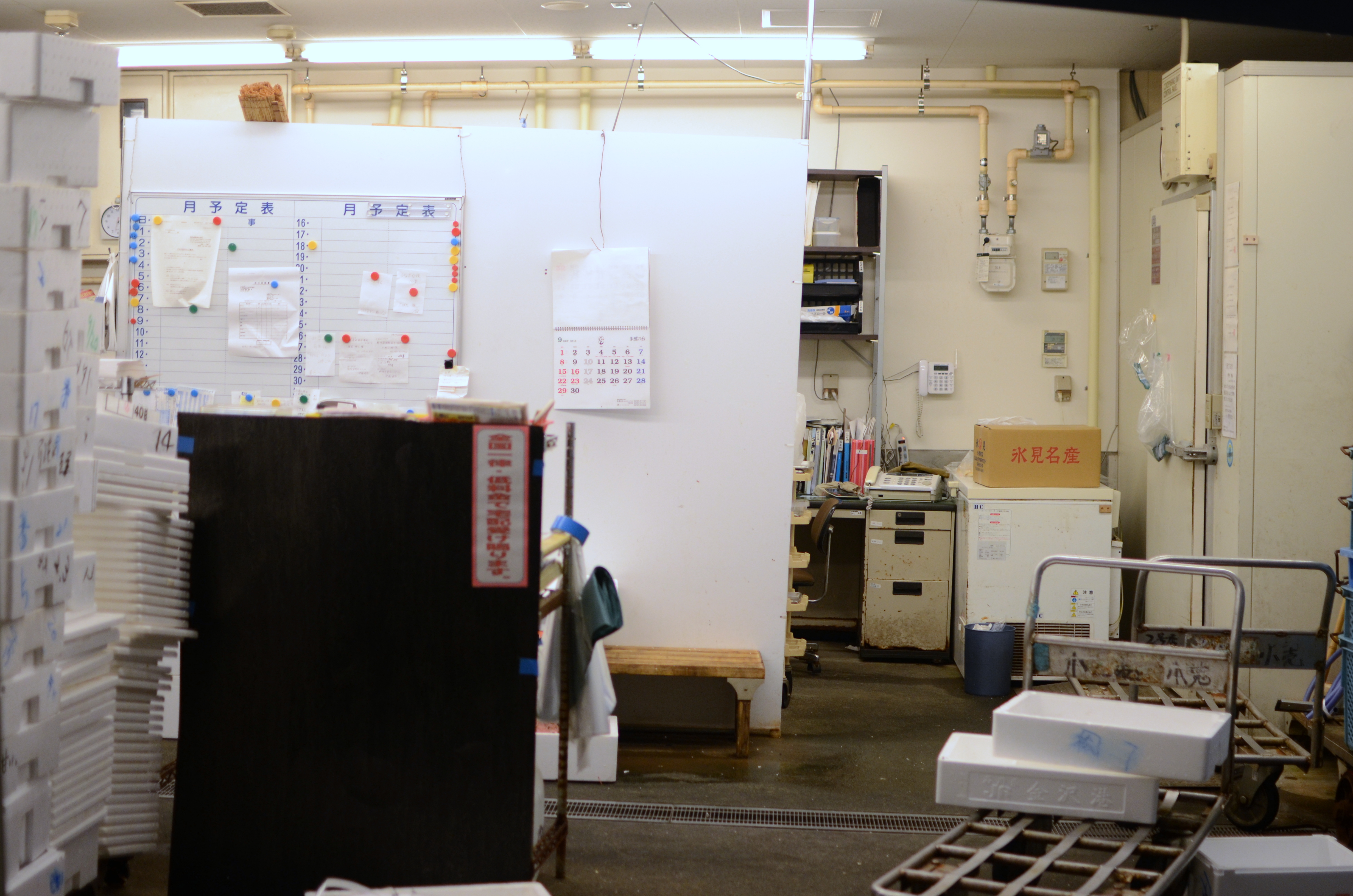
بک آفیس

بک آفیس (به انگلیسی: Back Office) یا پشت صحنه سازمانی، در معنای عام خود به فناوریها، خدمات و ‍منابع انسانی مورد نیاز برای اداره یک سازمان گفته می‌شود. تمام سیستم‌های مرتبط با امور آی تی داخلی سازمان، واحدهای منابع انسانی و حسابداری جزو پشت صحنه سازمان به شمار می‌رود و بک آفیس نامیده می‌شود.
سیستم‌های کامپیوتری بک‌آفیس نرم‌افزارهایی هستند که به طور خودکار همه فرایندهای اداری یک کسب و کار را انجام می‌دهند. یک سیستم بک آفیس می‌تواند تمام معاملات خرید و فروش را ثبت کند، موجودی انبار را طبق سفارش‌ها به روزرسانی کند و همه فاکتورها و رسیدهای لازم را تولید کند. سیستم‌های بک آفیس در مقابل سیستم‌های جلوی صحنه سازمانی یا (front office) قرار می‌گیرند. به عنوان مثال نرم‌افزاری که یک مشتری با آن به یک شرکت سفارش محصول می‌دهد یک برنامه (front office) است، اما سیستمی که شرکت با آن به تولیدکننده سفارش محصول می‌دهد نرم‌افزار بک آفیس است.
اصطلاح «بک آفیس» از طرح ساختمان شرکت‌های قدیمی می‌آید که دفتر جلویی برای فروش و کارمندانی بود که با مشتری سر و کار داشتند و پشت صحنه برای تولید محصولات و برای کارمندانی بود که کارهای خود سازمان را انجام می‌دادند. با اینکه این عملیات پشت صحنه به ندرت دیده می‌شوند، بخش اصلی یک کسب و کار را تشکیل می‌دهند. به عنوان مثال، در بانکداری، بخش عمده پردازش‌های بانکی بر دوش واحدهای پشت صحنه‌است که رسیدگی به حساب‌ها را انجام می‌دهد و کارمندان باجه‌ها کارکنان دفتر جلویی (front office) به شمار می‌آیند.
بنابراین با برقراری ارتباط درون سازمان (Back Office) با بیرون سازمان (Front Office)، سازمان این امکان را دارد تا تمامی خدماتی را که در راستای ارائهٔ سرویس‌های شهروند الکترونیک و دولت الکترونیک به صورت سرویس‌های دوسویه یا تراکنشی نیاز دارد، طراحی و پیاده‌سازی نموده و در اختیار ذینفعان قرار دهد که خود گامی بزرگ در راستای ارائه خدمات شهروند الکترونیکی می‌باشد.